# ماچوی دژالو
ماچوی دژالو (انگلیسی: Matchoi Djaló؛ زادهٔ ۱۰ آوریل ۲۰۰۳) بازیکن فوتبال اهل پرتغال است که در حال حاضر برای باشگاه فوتبال پاسوژ د فریرا بازی می‌کند. 
از باشگاه‌هایی که در آن بازی کرده است می‌توان به باشگاه فوتبال پاسوژ د فریرا اشاره کرد.
وی همچنین در تیم‌های ملی فوتبال زیر ۱۷ سال پرتغال، زیر ۱۸ سال پرتغال، زیر ۱۹ سال پرتغال و زیر ۲۰ سال پرتغال بازی کرده است.